# Сыпрус (кинотеатр)
Кинотеа́тр «Сы́прус» (эст. kino «Sõprus» — Дружба) — кинотеатр в Таллине, Эстония. Первый в Эстонии мультиплекс. Регистровый адрес: улица Вана-Пости, 8. По состоянию на 2024 год являлся старейшим кинотеатром Эстонии. Здание кинотеатра построено в 1953—1955 годах и в 1997 году было внесено в Государственный регистр памятников культуры Эстонии; образец типичного здания кинотеатра в стиле сталинской архитектуры.  Изначально кинотеатр имел два зала на 400 мест каждый, с 1995 года в здании работает один кинозал. В 2022 году принадлежащий кинотеатру «Сыпрус» кинозал был открыт в таллинском квартале «Ноблесснер».

## История

### В Советской Эстонии
После окончания Второй мировой войны в Эстонии при проектировании общественных зданий первоначально придерживались традиций зодчества довоенных лет, применяя умеренный декор. Впоследствии в строительстве наметились тяга к внешней представительности и обращение к композиционным принципам классицизма. Одним из примеров этого является таллинский кинотеатр «Сыпрус». Его построили в 1953–1955 годах на месте здания, разрушенного в результате мартовской бомбардировки 1944 года. О том, как происходило послевоенное восстановление Таллина и расчистка центра города от руин, в том числе на месте будущего кинотеатра «Сыпрус», рассказывает сюжет в киноальманахе «Советская Эстония», выпуск № 17 (806) 1965 года (режиссёр Александр Мандрыкин).

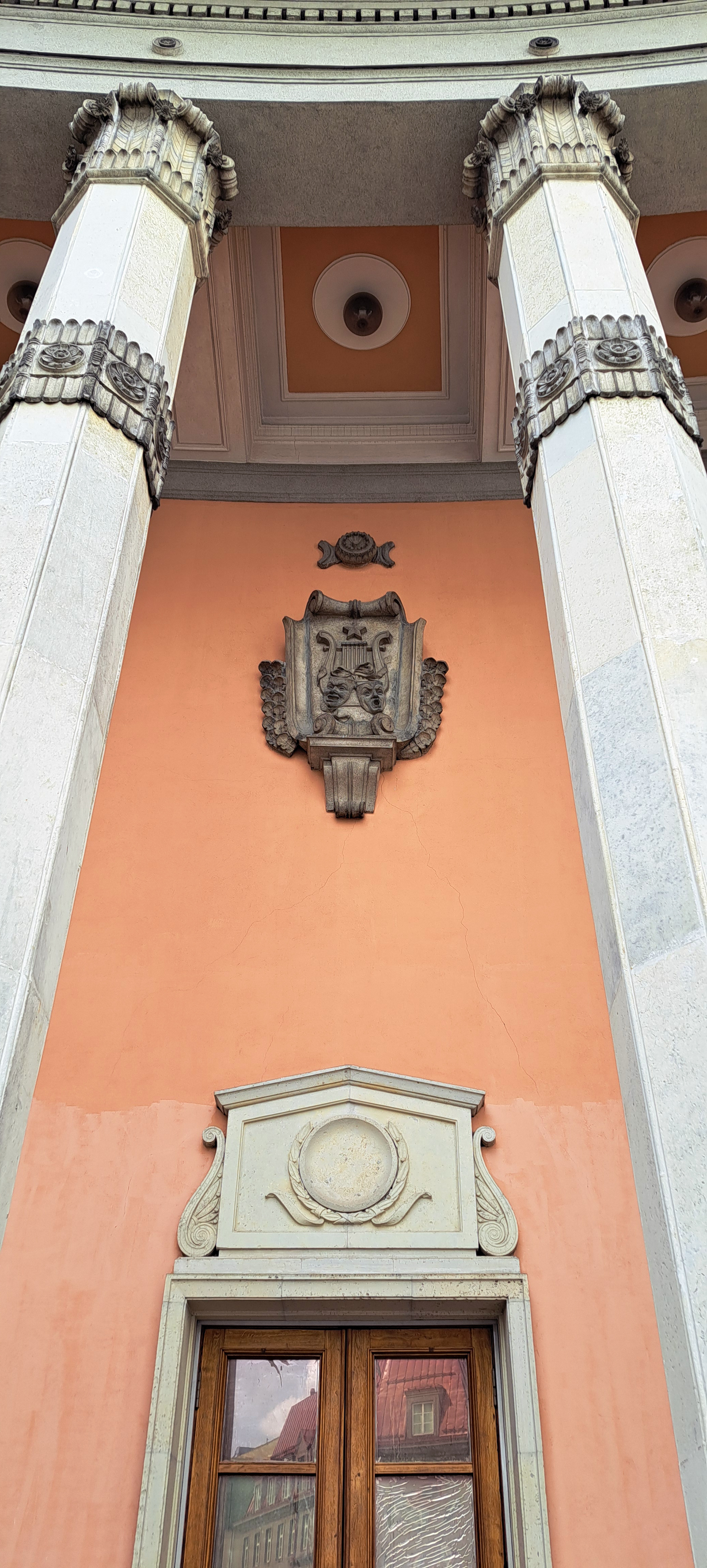
Фрагмент главного фасада

Первоначально планировалось построить кинoтеатр с тремя залами, затем их число сократилось до двух. Основные планировочные решения заложил архитектор Фридрих Вендах: его изогнутый главный фасад, колонны, залы на 400 зрителей и их расположение, размещение вестибюля и лестниц. Проект завершили Пеэтер Тарвас, Аугуст Вольберг и Ильмар Лааси.
В качестве названия рассматривались «Ленинград» или «Спартак». Однако в знак хороших отношений между КНР и Советским Союзом новому кинотеатру дали название «Sõprus» (Дружбa). Плановые затраты на возведение кинотеатра составили около миллиона рублей — почти треть денег, выделенных на строительство всей сети кинотеатров Эстонской ССР.
Кинотеатр открылся 15 мая 1955 года премьерным показом фильма «Михайло Ломоносов» (режиссёр А. Г. Иванов), создание которого было приурочено к 200-летию Московского университета.
В июле 1958 года в кинотеатре «Сыпрус» состоялась торжественная премьера китайского художественного фильма «Баскетболистка номер 5», на которой присутствовал советник посольства КНР. 
В марте 1961 года в фойе кинотеатра перед демонстрацией фильмов в течение трёх дней проходил показ коллекции весенне-летней женской и мужской одежды таллинского магазина «Mood», который увидели пять с половиной тысяч зрителей.
В сентябре 1965 года в фойе кинотеатра прошла выставка, посвящённая 25-летию кинематографии Эстонской ССР.
В мае 1983 года в кинотеатре «Сыпрус» прошли открытие и закрытие II кинофестиваля Советской Эстонии. Приз за лучший полнометражный фильм получил фильм режиссёра Пеэтера Симма «Идеальный пейзаж». В категории документальных фильмов главный приз разделили «Таллин-80» Андреса Сёэди и Валентина Куги и «Усталость пахаря» Энна Сяде и Юри Мюйра. Награду за лучший научно-популярный фильм получил Рейн Маран. 
В январе 1987 года в кинотеатре состоялась демонстрация фильмов V Всесоюзного фестиваля детского кино «Сказка». Лучшим фильмом детское жюри назвало фильм «Мальчик с пальчик» Рижской киностудии (режиссёр Гунарс Пиесис), награду за лучшую мужскую роль получил исполнитель главной роли в этом фильме Роландс Нейландс.
В кинотеатре работал буфет, было выделено место для выставки советских киноплакатов, проводились встречи с кинематографистами.

### В Эстонской республике
В 1995 году из-за финансовых трудностей второй зал кинотеатра закрыли, и в здании разместились ночной клуб и казино. Был проведён капитальный ремонт, и кинотеатр превратился в развлекательный комплекс.
В 2004 году «Сыпрус» стал арт-хаусным кинотеатром, руководство которым приняло на себя предприятие Tallinnfilm OÜ, демонстрировавшее фильмы из коллекции киностудии «Таллинфильм». В конце 2009 года Tallinnfilm OÜ перeехал в кинотеатр «Артис» («Artis»), и  показ старых фильмов в «Сыпрусе» прекратился. Ночной клуб «Hollywood» и казино «Grand Prix» работают в здании и в настоящее время, а кинотеатр долгое время работал только в одном зале. В 2022 году кинотеатр «Сыпрус» открыл второй кинозал в новом таллинском квартале «Ноблесснер».

## Описание здания

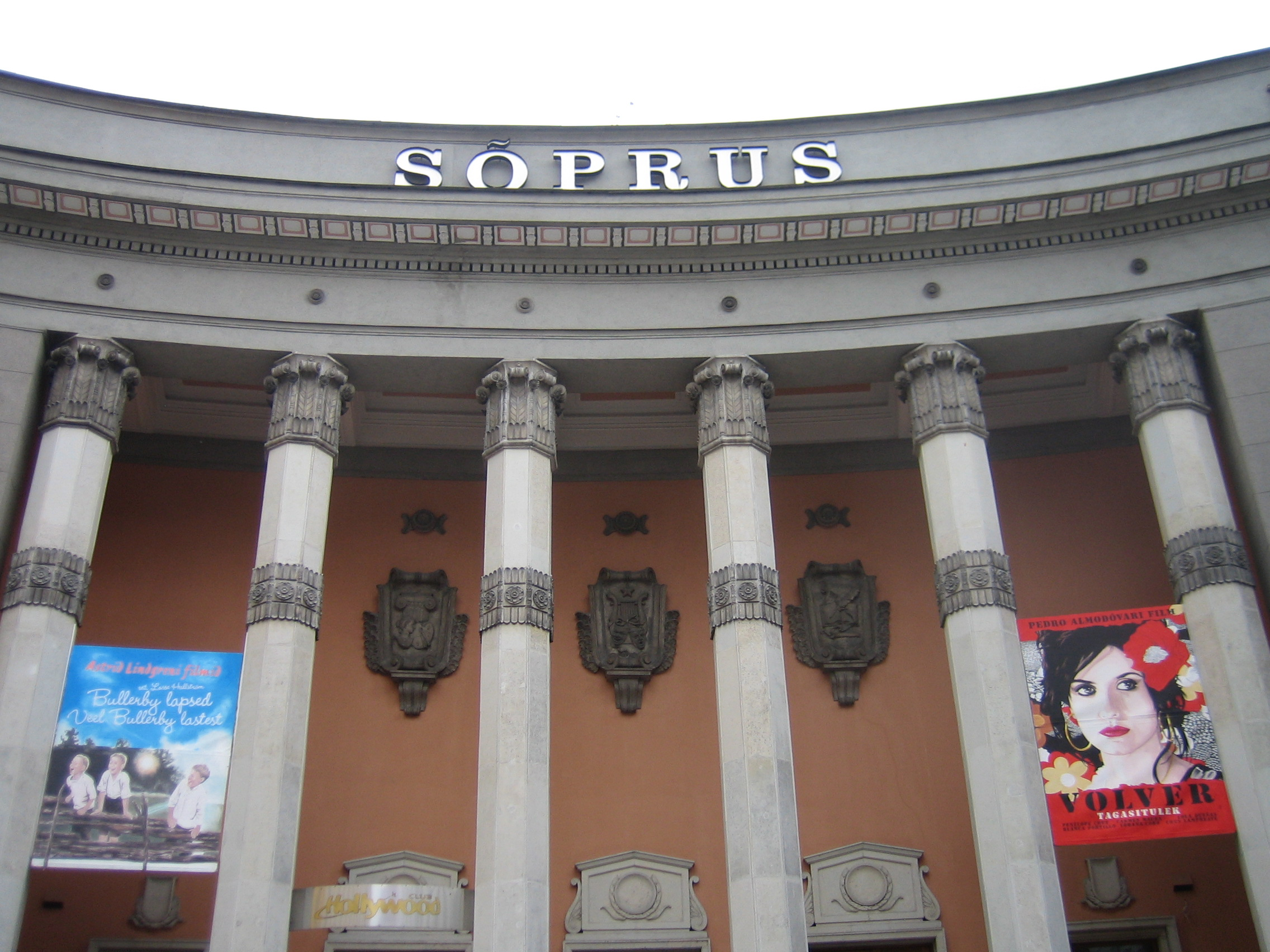
Эмблемы и колоннада на главном фасаде здания

Главный фасад двухэтажного здания кинотеатра выходит на улицу Суур-Карья. Его архитектурное решение сочетает в себе формы классицизма и национальной архитектуры. Боковые фасады имеют колонны (в верхней части переходящие полуколонны), соединённые арками. На первом этаже изначально находился вестибюль с кассами, к нему примыкает просторный сценический зал с буфетом, курительной комнатой для посетителей кинотеатра, помещениями для артистов сцены и администрации. Интерьеры были спроектированы с внутренними колоннадами и богато украшены. На втором этаже располагались два кинозала вместимостью 400 зрителей. В 1990-е годы интерьер здания изменился. Северный кинозал с выходом на улицу Вана-Пости сохранился в первозданном виде, в холле разместилось казино, в южном кинозале — ночной клуб. В 2009 году перед кинотеатром был открыт фонтан, предусмотренный ещё оригинальным проектом 1950-х годов.
Архитектурными доминантами фасадов здания являются 18 восьмиугольных колонн по трём его сторонам и 15 рельефных доломитовых эмблем, расположенных на стенах. Шесть из эмблем являются парными и повторяются на обоих боковых фасадах. На переднем фасаде расположены три эмблемы, которые символизируют изобразительное искусство (женская голова в профиль, капитель и палитра), театр (маски плача и смеха) и литературу (гусиное перо и раскрытая книга).
При инспектировании 11 января 2019 года состояние здания было оценено как хорошее.

## Кинохроника
На киностудии «Таллинфильм» был снят документальный сюжет о кинотеатре «Сыпрус»:
- 1955 год — Новый кинотеатр в Таллине / Uus kino Tallinnas, киноальманах «Советская Эстония» № 15, режиссёр Владимир Парвель[15].

Эмблемы на боковых фасадах здания кинотеатра «Сыпрус»
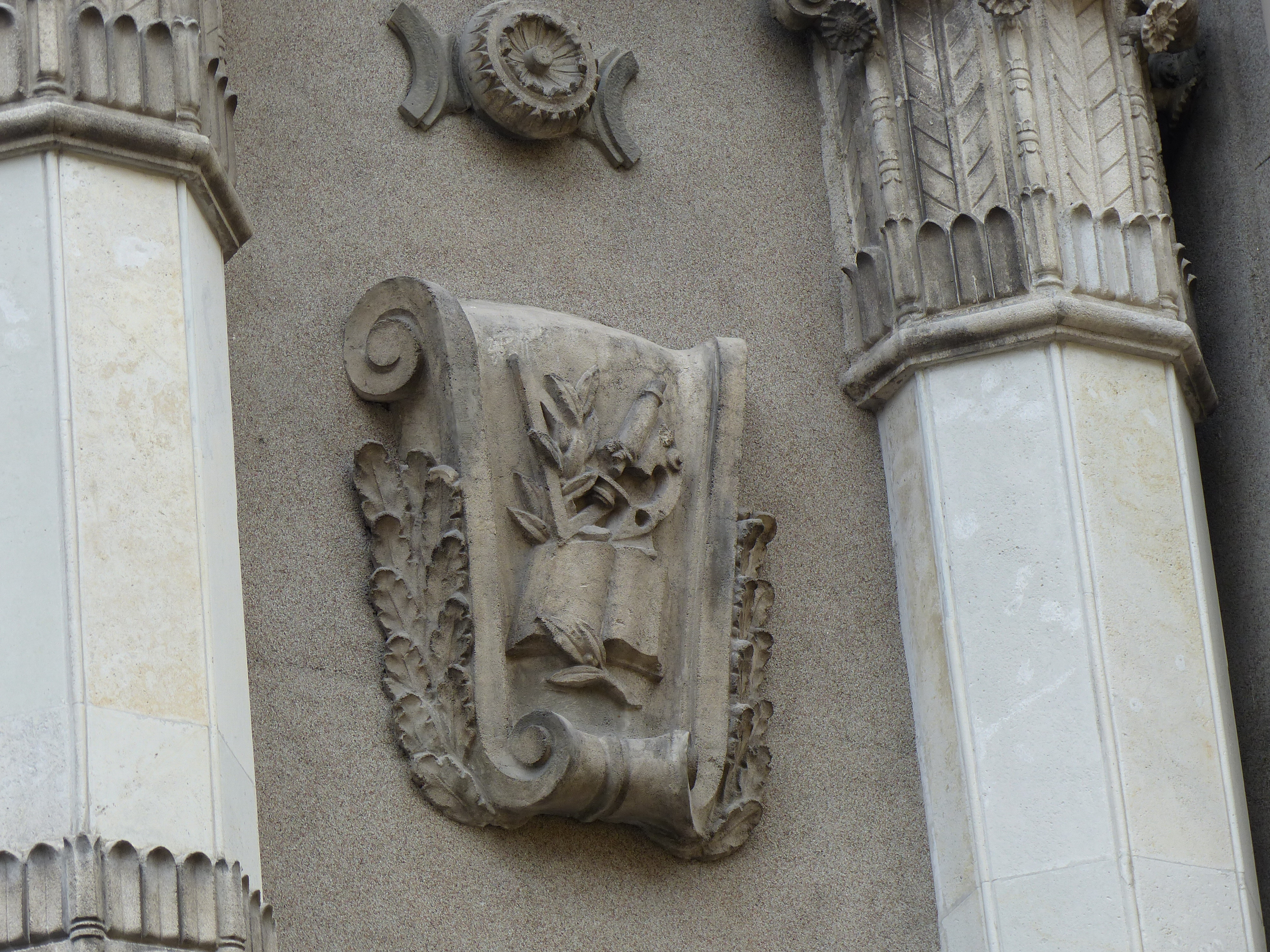
Наука
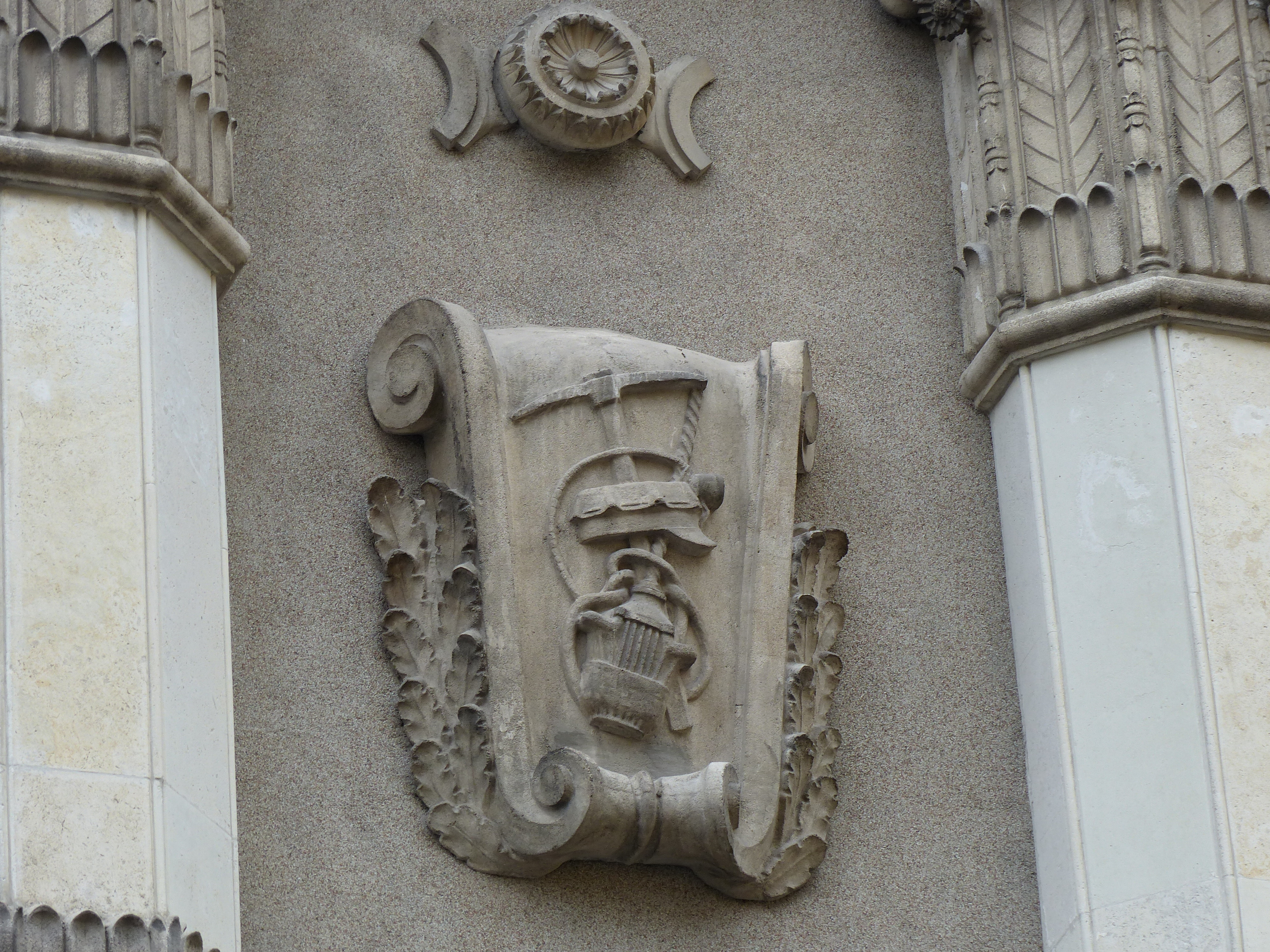
Добыча полезных ископаемых
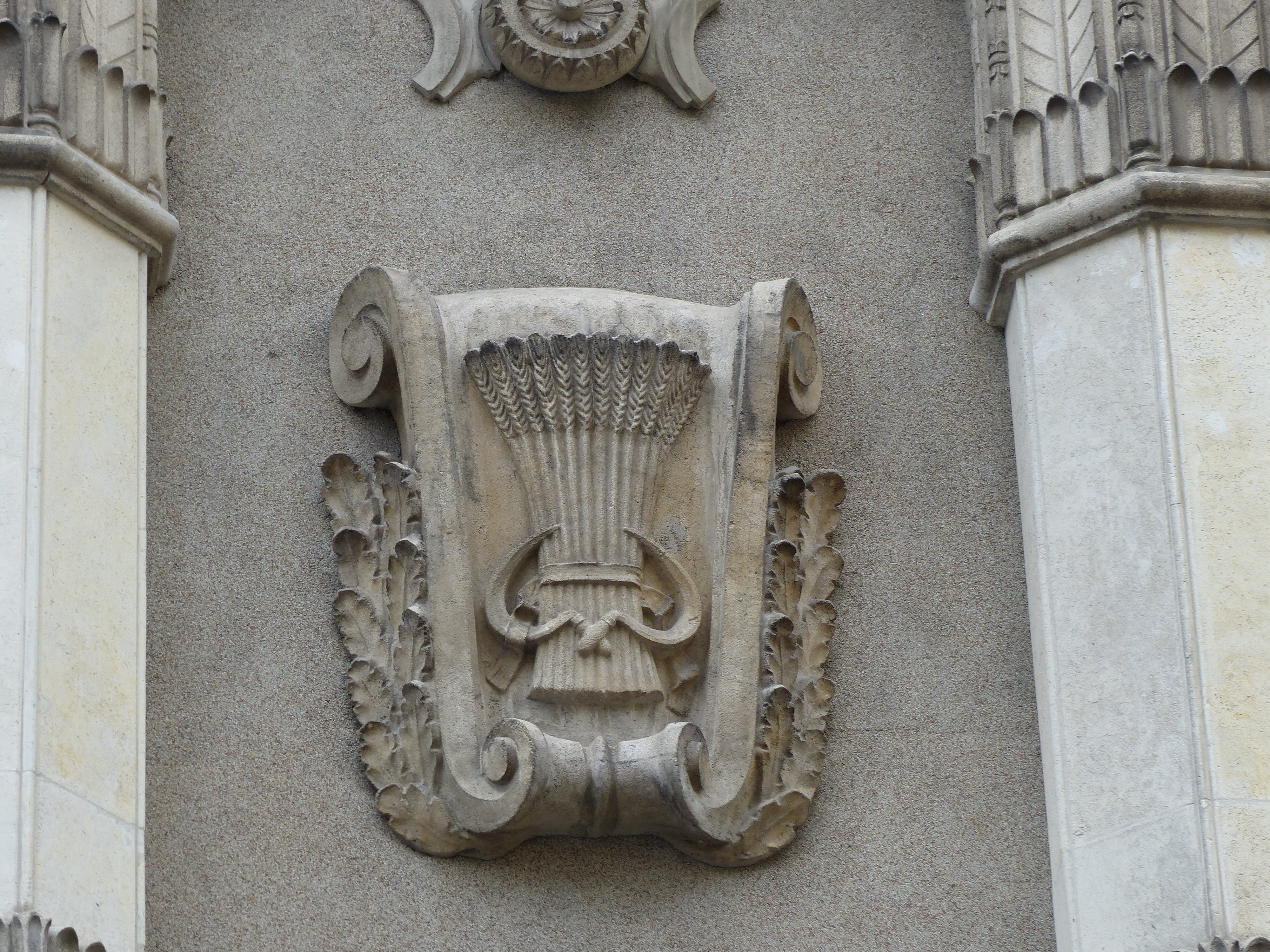
Сельское хозяйство
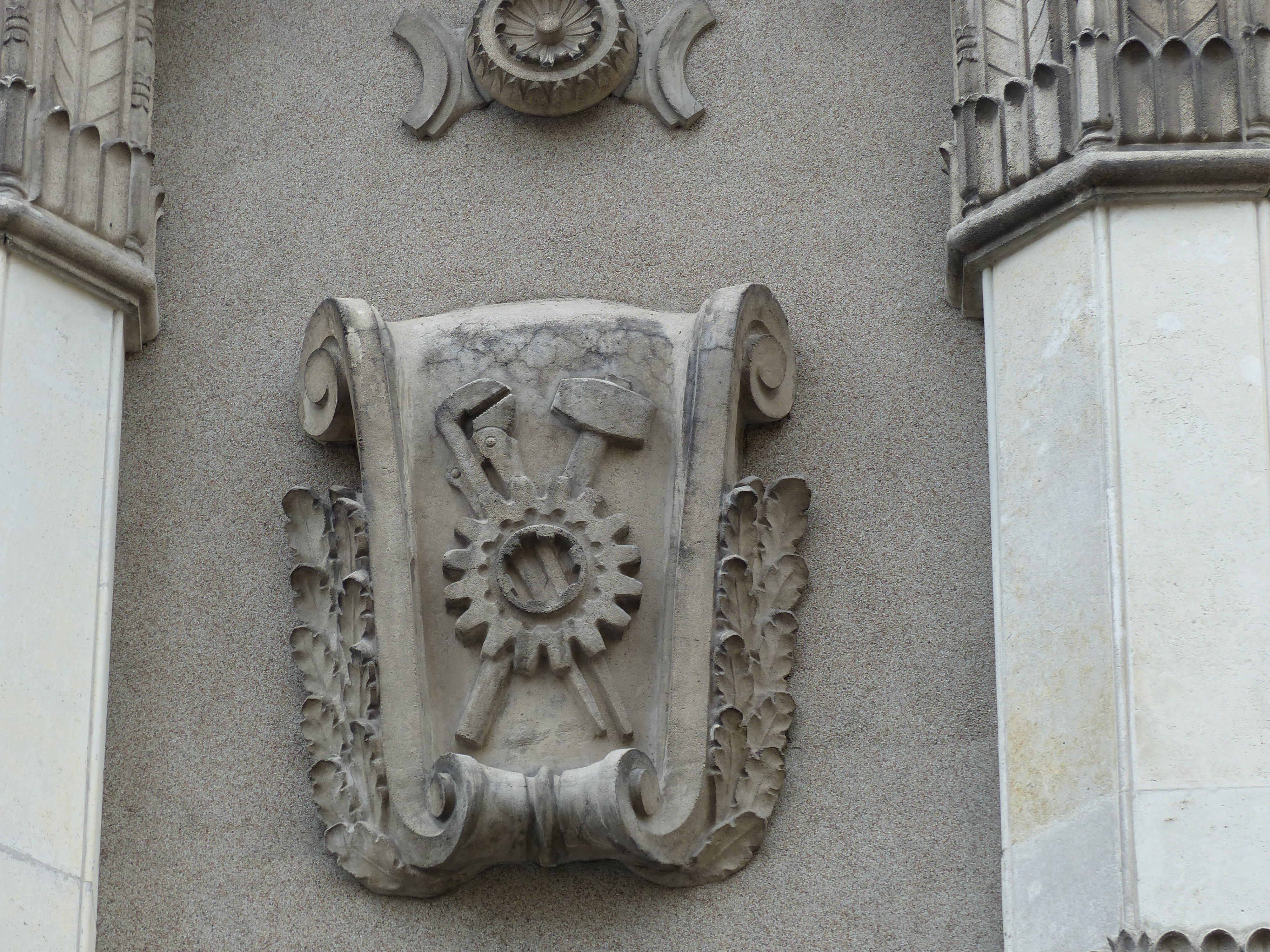
Промышленность
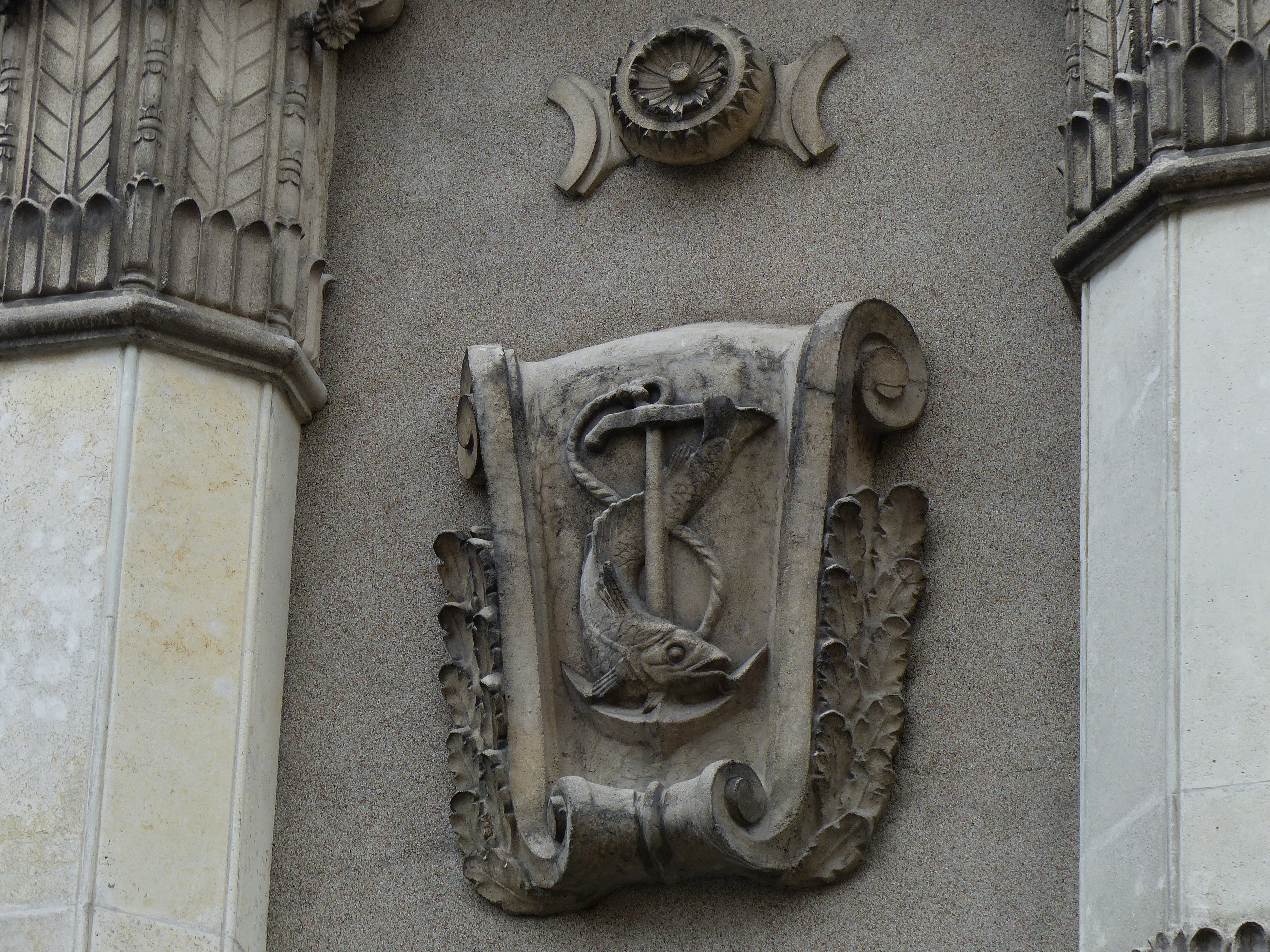
Рыболовство
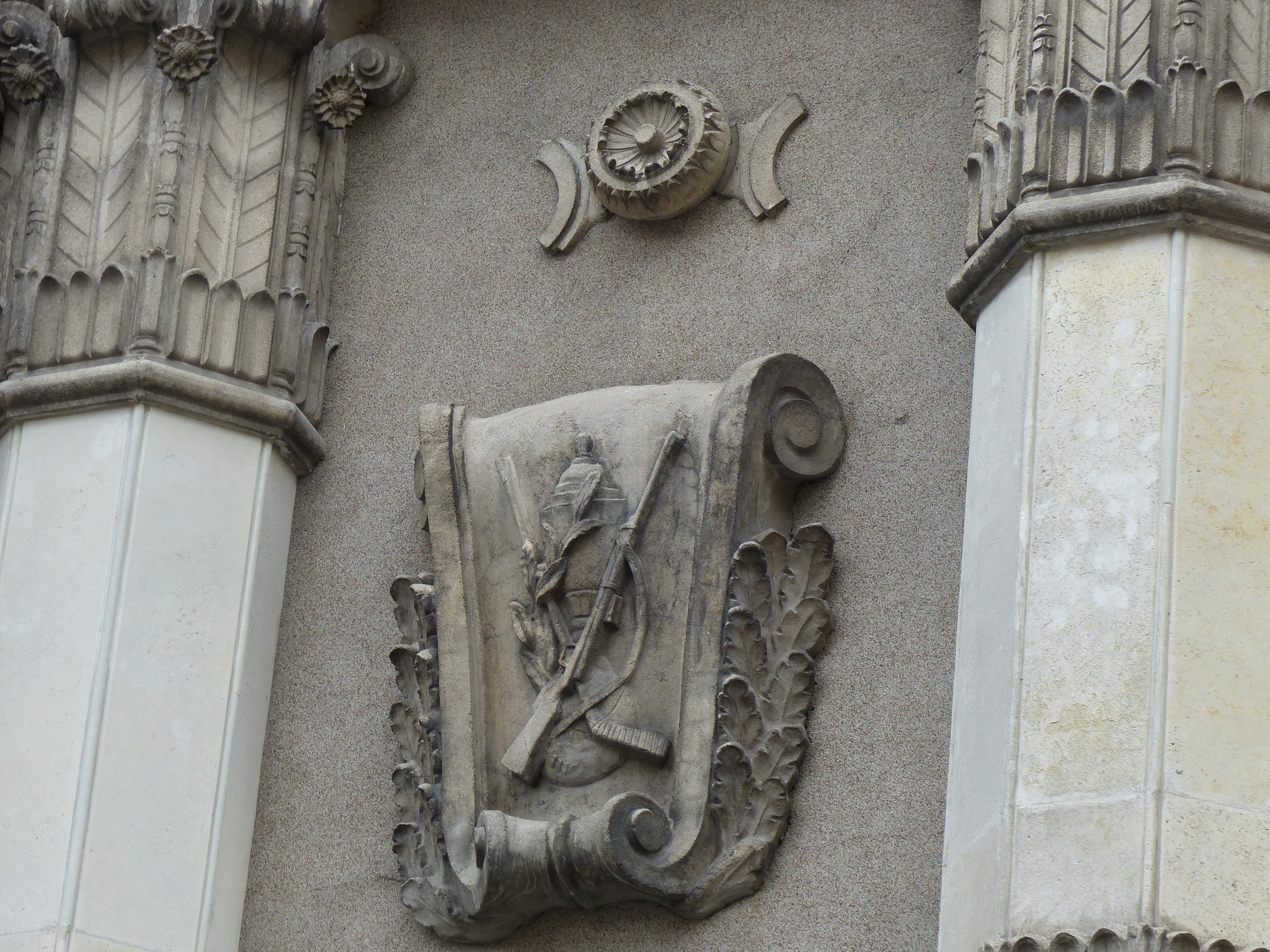
Военное искусство